# Suore agostiniane recollette missionarie
Le suore agostiniane recollette missionarie (in spagnolo: Hermanas Agustinas Recoletas Misioneras) sono un istituto religioso femminile di diritto pontificio: le suore di questa congregazione pospongono al loro nome la sigla M.A.R.

## Storia
L'istituto venne fondato dal vescovo Francisco Javier Ochoa Ullate (1889-1976), dell'Ordine degli agostiniani recolletti, prefetto apostolico di Shangqiu; il 19 maggio 1931 tre giovani donne, già decise ad abbracciare la vita contemplativa tra le monache agostiniane recollette, lasciarono la Spagna e raggiunsero la Cina per collaborare con il vescovo all'evangelizzazione del territorio.

## Attività e diffusione
La congregazione è essenzialmente missionaria.
La congregazione è presente in Spagna e nell'America Latina (Argentina, Brasile, Colombia, Ecuador, Messico, Perù); la sede generalizia è a La Fortuna (Madrid).
Alla fine del 2008, la congregazione contava 240 religiose in 45 case.